# Castrum Inui
Castrum Inui è il nome romano di un sito archeologico situato alla foce del fiume Incastro, sulla costa laziale tirrenica, nel territorio del comune di Ardea.

## Sito archeologico
Alla foce del fiume Incastro, emissario del lago di Nemi, nel corso di una serie di campagne di scavo condotte dalla Soprintendenza ai beni archeologici del Lazio a partire dal 1998 e fortemente volute anche dalle associazioni locali sono stati rinvenuti i resti di strutture portuali, di un centro fortificato di epoca romana e di una vasta area sacra precedente.
Il porto e la fortezza romana sono stati identificati con Castrum Inui, citato nell'Eneide di Virgilio, che sarebbe stato fondato da Latino Silvio, figlio di Ascanio e nipote di Enea e il cui nome deriverebbe dal dio Inuus (Inuo), una divinità laziale dei boschi e dell'inizio delle cose, assimilata al dio Fauno.
Gli scavi, diretti dall'archeologo Francesco Di Mario, responsabile di zona della Soprintendenza, hanno riportato in luce le strutture del centro portuale fortificato, in attività dal IV-III secolo a.C. fino al III secolo d.C., tra cui una serie di magazzini, un'area artigianale e un impianto termale con pavimenti a mosaico e pareti affrescate.
Le strutture più recenti, costruite in vari tipi di muratura (opera reticolata, opera mista, opera laterizia) si sovrappongono in parte ad altre più antiche in opera quadrata di blocchi di tufo.
Si ritiene che in epoca romana sia stata realizzata la fortificazione di un insediamento precedente ritenuto ancora strategicamente rilevante oppure importante da un punto di vista religioso in quanto collegato ai luoghi della fondazione di Roma.
Sono stati inoltre riportati alla luce la porta del castrum, i resti di un molo del porto, con materiali del IV-III secolo a.C., alcuni di origine punico-siciliana, una cisterna di notevoli dimensioni, ed un'area sacra di consistente estensione, includente tre templi, due are ed una seconda cisterna.
Per quanto riguarda gli edifici di culto si segnala un sacello dedicato ad Esculapio (I secolo d.C.), preceduto da altare in marmo, e ubicato al di sopra della più antica delle due cisterne, nelle immediate vicinanze vi è un grande tempio (denominato Tempio B) che sembra risalire nella sua prima fase al VI secolo a.C. ed è preceduto da una scalinata volta in direzione dei due altari in peperino (datati nella prima metà del III secolo a.C.), quindi un terzo tempio in tufo a cella unica (denominato tempio A), con scalinata a cinque gradini, rivolta verso le are in peperino, preceduto da un'area pavimentata, dove è collocato l'altare ed una struttura cubica in travertino ancora da interpretare, per la quale si ipotizza una funzione di thesaurus monumentale. Questo piccolo santuario, datato provvisoriamente al III secolo a.C. fu in uso fino al II secolo d.C. per essere in seguito riutilizzato per attività produttive.
L'area sacra, solo parzialmente indagata, sembra essere stata di notevoli dimensioni e si è ipotizzato che si tratti, nel suo complesso, dell'Aphrodisium, santuario internazionale dedicato ad Afrodite marina e citato da Plinio il Vecchio tra Ardea e Antium.
Gli scavi archeologici hanno potuto accertare la divinità venerata solo per il sacello di Esculapio, nel quale è stata rinvenuta una statua del dio, per quanto riguarda il tempio A ed il tempio B, invece, non è stato possibile ipotizzare culti specifici, sebbene le decorazioni architettoniche rinvenute mostrino la ricorrente presenza della dea Minerva. È stata scoperta anche una statua raffigurante uno dei dioscuri (datata al II secolo d.C.), tuttavia si trovava all'interno di una vasca, probabilmente parte di una fullonica, pertanto non attribuibile ad un tempio in modo specifico.

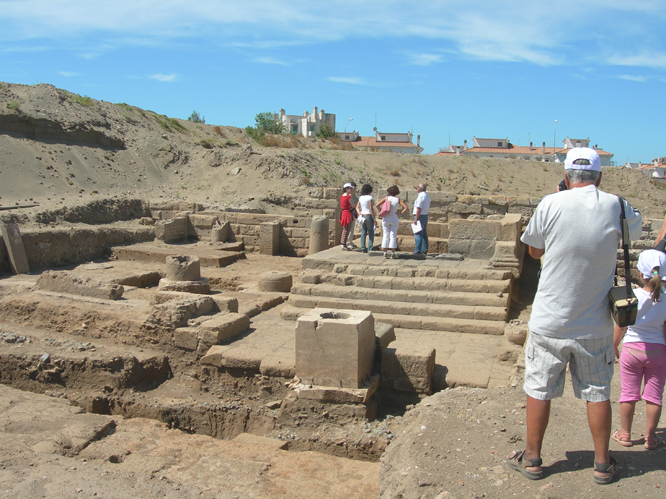
Area archeologica Castrum Inui, Tempio A

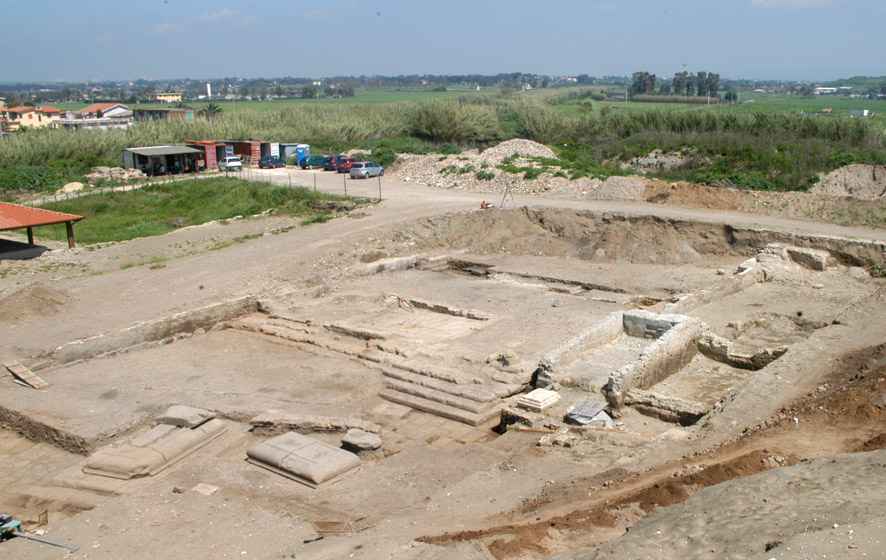
Area archeologica Castrum Inui, Tempio B, sacello di Esculapio e are

## Mito aCastrum Inui
Secondo la leggenda Castrum Inui fu fondata da Latino Silvio, figlio di Ascanio e nipote di Enea, 1300 anni prima di Cristo.
Gli autori antichi raccontano dell'esistenza, nel tratto costiero tra le attuali città di Anzio e Pomezia, di un insediamento denominato Castrum Inui, fortificato, posto sotto la protezione del dio Inuo e di un importante santuario internazionale noto come Aphrodisium, dedicato a Venere Afrodite, dea dell'amore e della fertilità nata dal mare e madre di Inuo-Priapo. Una "fortezza d'Inuo" è citata anche nel VI canto dell'Eneide. Altre fonti antiche parlano di Castrum Inui come città portuale, poi abbandonata in epoca imperiale per una qualche insalubrità dei luoghi.  Il Nibby, nel secolo scorso, vide la villa Priapi, assimilabile al luogo chiamato "Priapo" in Ardea, noto ai biografi pontifici, per aver dato i natali a papa Leone V.
Molte sono state le ipotesi sinora avanzate, e diverse le proposte di identificazione e localizzazione di questi antichi luoghi. I dati di scavo del sito del Fosso dell'Incastro, e soprattutto il rinvenimento di un insediamento fortificato, permettono di proporre l'identificazione del sito con il Castrum Inui di cui hanno scritto autori e storici antichi.
L'antica Castrum Inui era dunque ubicata alle foci del fiume Incastro, emissario del lago di Nemi, luogo sacro ove approdò Danae, principessa argiva fondatrice di Ardea.
Inuo, dal verbo ineo pertinente la penetrazione, la fecondazione, era considerato l'equivalente di Priapo, spesso assimilato a Pan, Lyceo, Lupercus, Dionisio e Fauno. Era figlio di Venere e di Giove, protettore della fertilità dei campi. In realtà Inuus è una divinità di cui abbiamo scarne informazioni da Servio (Commentarii in Vergilii Aeneidos libros, 1, 775) e da Livio (Ab Urbe Condita, I, 5, 2), che lo descrivono come un dio legato al mondo pastorale e assimilabile, appunto, con Pan, Fauno, Incubo ed altri.
In un brano dei Saturnali di Macrobio (I Saturnali, 22, 2-7) è invece presentata una visione diversa della divinità, che viene identificata con il sole e come dio della materia, ipotesi in linea con quanto riportato da Dionigi di Alicarnasso sul punto delle coste laziali in cui Enea sarebbe approdato e sbarcato, un luogo che era sacro al dio Sole. I risultati dei recenti scavi, insieme alla rilettura del brano di Macrobio, hanno portato il direttore degli scavi, dr Francesco Di Mario, ad ipotizzare una possibile identità fra Castrum Inui e l'Aphrodisium: come se fossero due modi diversi in cui, in epoche differenti, gli antichi avessero nominato il medesimo luogo.